# Diahogna pisauroides
Diahogna pisauroides là một loài nhện trong họ Lycosidae.
Loài này thuộc chi Diahogna. Diahogna pisauroides được Volker W. Framenau miêu tả năm 2006.